# Dow Village (Couva-Tabaquite-Talparo)
Dow Village es una villa de Trinidad y Tobago, que forma parte de la región de Couva-Tabaquite-Talparo.

## Geografía
La villa abarca parte de la isla Trinidad y limita al norte con California y Brechin Castle, al sur con Frienship y Phoenix Park, al este con Ouplay Village y Esperanza y al oeste con California y Point Lisas.

## Demografía
Datos demográficos de la villa de Dow Village:
| Gráfica de evolución demográfica de Dow Village entre 2000 y 2011 |
|                                                                   |